# Internationella dagen mot kvinnlig könsstympning

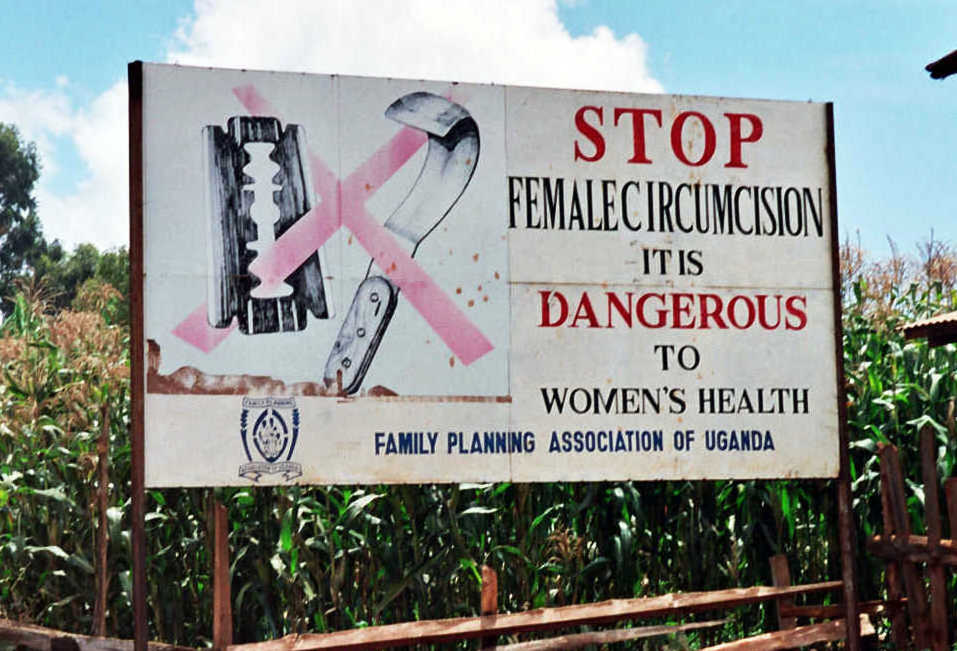
Propaganda
mot kvinnlig könsstympning i Uganda.

Internationella dagen mot kvinnlig könsstympning är en av 
Förenta nationernas internationella dagar. Den godkändes av FN:s generalförsamling den 20 december  2012 efter ett förslag från världshälsoorganisationen och uppmärksammas varje år den 6 februari. Dagen skall öka kunskapen om kvinnlig könsstympning och sätta igång  åtgärder för att stoppa ingreppen. Enligt WHO är mer än 200 miljoner flickor och kvinnor i främst Afrika och Mellanöstern könsstympade.
Nigerias första dam Stella Obasanjo propagerade för ett förbud mot könsstympning på en konferens i Afrika den 6 februari 2003 och frågan togs senare upp av  
FN:s kommission för mänskliga rättigheter. Den somaliska fotomodellen  Waris Dirie har beskrivit ingreppet och dess följder i flera av sina självbiografiska böcker och år 1997 utsågs hon till goodwillambassadör mot könsstympning av FN.